# Tiny house
Tiny house (bogstaveligt talt "lille hus") er en bolig med et meget lille gulvareal, typisk op til 37 m² (svarende til 400 ft2). Konceptet er blevet et symbol på en minimalistisk og bæredygtig livsstil, ofte forbundet med lavere omkostninger og større mobilitet, og bevægelsen søger også at simplificere og reducere boliger.

## Historie
Ideen om små boliger er ikke ny og findes i forskellige kulturer gennem århundreder. Den moderne tiny house-bevægelse opstod i USA i slutningen af 1990'erne og spredte sig især efter finanskrisen i 2008, hvor mange af nød blev tvunget til at søge billige boligalternativer.

## Design og konstruktion
Tiny houses kan være mobile, ofte på trailer, eller fast placeret på fundamenter. Materialer inkluderer træ, stål, SIP-paneler og genbrugte containere. Typisk indretning omfatter opholdsstue, køkken, badeværelse og hems.
Nogle gange anvendes alternative byggemetoder såsom fleksible containermoduler eller systemer oprindeligt designet til transport af væsker og løse materialer, som nu bruges i modulbyggeri.

## Fordele og ulemper
Fordele
- Lave anskaffelses- og vedligeholdelsesomkostninger
- Mindre miljøpåvirkning
- Mulighed for energiuafhængighed
- Mobilitet

Ulemper
- Begrænset plads
- Juridiske uklarheder (fx byggetilladelse, folkeregisteradresse)
- Mindre velegnet til familier

## Tiny house i Danmark
I Danmark er interessen for tiny houses stigende, især blandt unge og personer, der søger alternative boligformer. Der anvendes både traditionelle træbyggerier og modificerede containere eller modulære systemer. Lovgivning varierer regionalt.

## Miljømæssige aspekter
Mange tiny houses er designet som selvforsynende med solpaneler, regnvandsopsamling og komposttoiletter. Deres lille størrelse medfører lavt energiforbrug og reduceret miljøaftryk.

## Anvendelse i krisesituationer
Tiny houses bruges også som midlertidige boligløsninger ved katastrofer og i humanitære projekter, hvor hurtig opførelse og transport er nødvendigt.

## Eksterne links
- The Tiny Life – blog om tiny house livsstil (på engelsk)

- Wikimedia Commons har flere filer relateret til Tiny house